# Monnaies de la république de Venise
Les monnaies de la république de Venise sont les principaux types de pièces de monnaie produits par la république de Venise entre 921 et 1797. 

## Histoire monétaire
Venise obtient le privilège de battre monnaie à partir de 921, grâce à Rodolphe II de Bourgogne. Elle hérite du système monétaire carolingien, la monnaie de compte et la monnaie d'usage se résument au denaro (denier), petite pièce en argent la plus courante, dont le titre ne va cesser de se dégrader.
En 1193, elle commence à produire le grosso ou matapan, à la suite des réformes monétaires lancées par Enrico Dandolo.
En 1284, elle introduit le zecchino d'oro, appelée également ducato ; à poids d'or constant, elle est l'une des monnaies les plus stables d'Europe jusqu'au XVIIIe siècle.
Entre 1328 et 1332, est introduit le soldo ou soldino d'argent, il pèse un peu moins du gramme et titraient 0,670 d'argent fin.
En 1472, elle commence à frapper une plus grosse pièce en argent, la lirazza. 
En 1578, la Sérénissime lance la frappe de sa plus grosse pièce en argent, le scudo ou ducato d'argento, l'équivalent du thaler impérial (tollero) ou de l'écu d'argent. Le scudo vaut un sequin d'or ou 124 soldi.

## Tableau récapitulatif
| 1re frappe de jure | Nom vénitien      | Nom français | Poids initial | Métal  |
| ------------------ | ----------------- | ------------ | ------------- | ------ |
| 921                | Denaro            | Denier       | 1,7 g         | Argent |
| 1193               | Grosso / Matapan  | Gros         | 2,18 g        | Argent |
| 1284               | Zecchino / Ducato | Sequin       | 3,545 g       | Or     |
| 1328               | Soldo / Soldino   | Sol / Sou    | 1,62 g        | Argent |
| 1472               | Lirezza           | Lire         | 6,48 g        | Argent |
| 1578               | Scudo / Tollero   | Écu          | 30,1 g        | Argent |

## Galerie

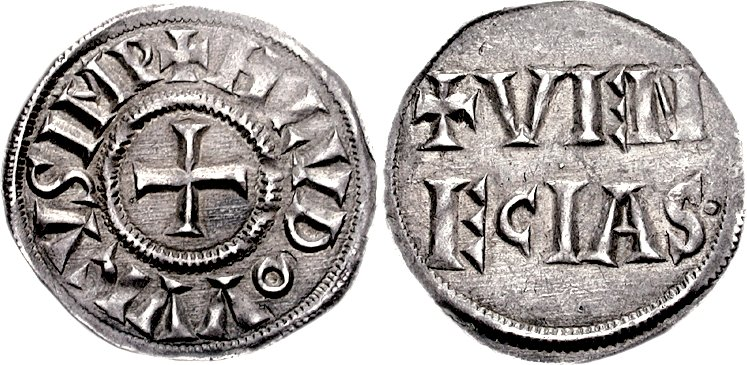
Denaro d'argent émis sous Louis le Pieux (Venecias, 819)
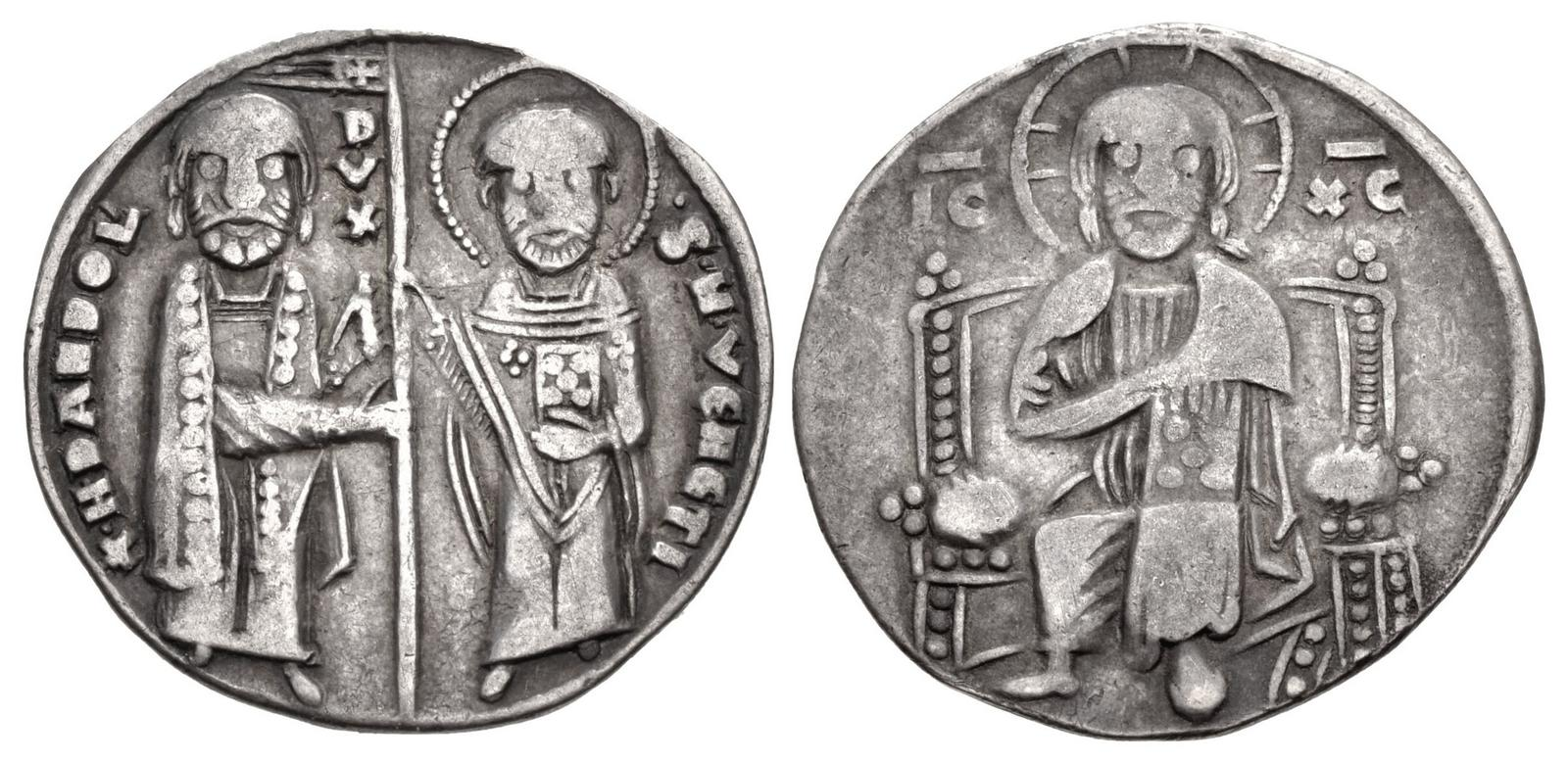
Grosso ou matapan, émis sous Enrico Dandolo (avant 1206)
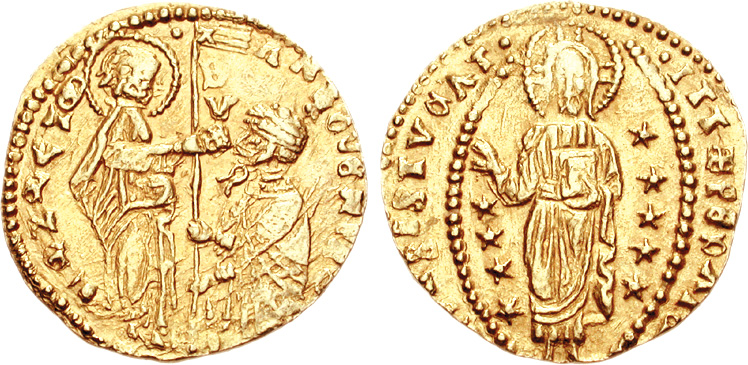
Zecchino, émis sous Antonio Venier (1382)
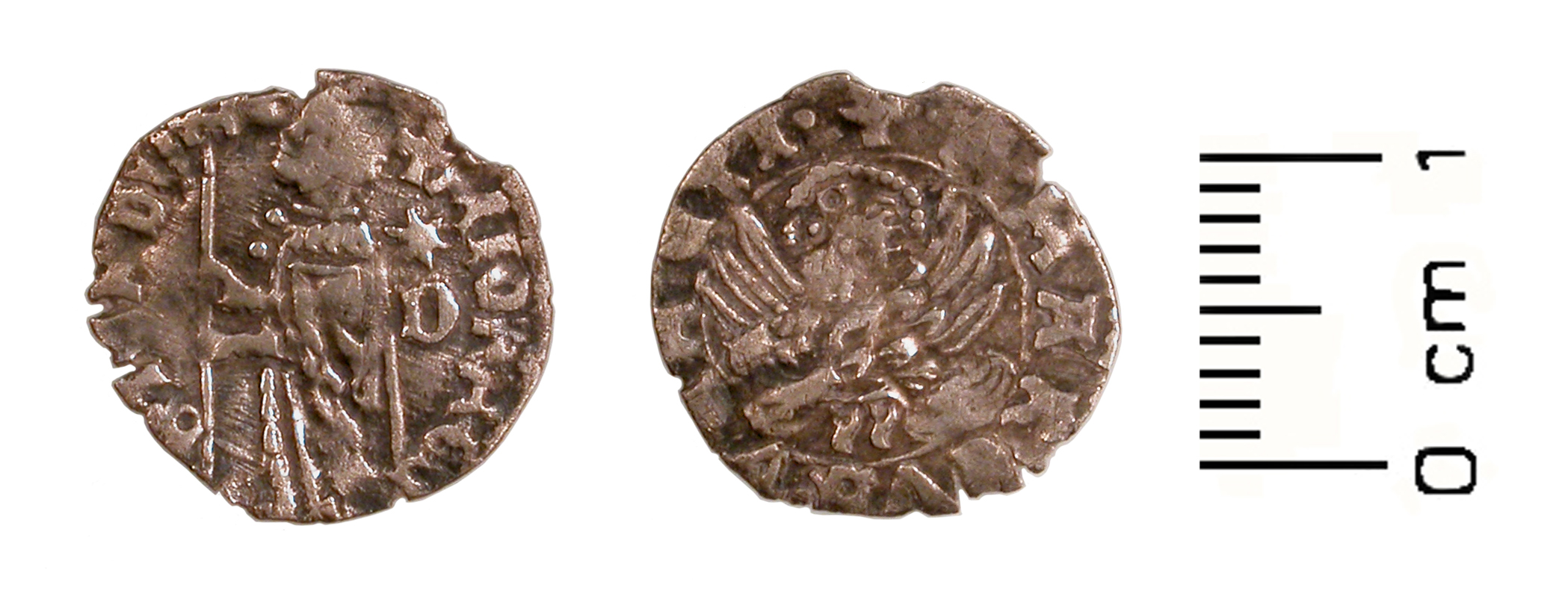
Soldino d'argent, émis sous Michele Steno (avant 1414)
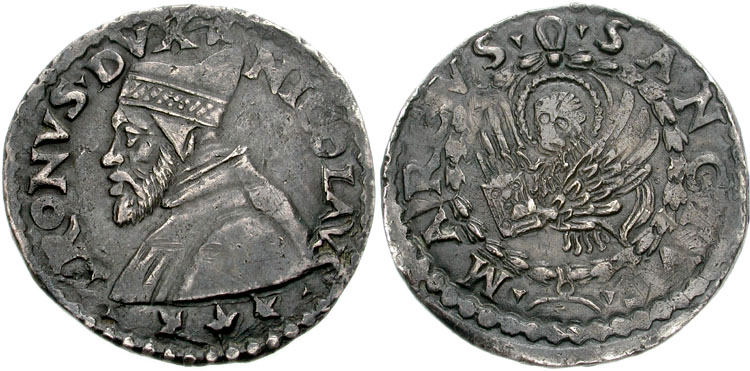
Lirezza, émise sous Niccolò Tron (1471-1473)
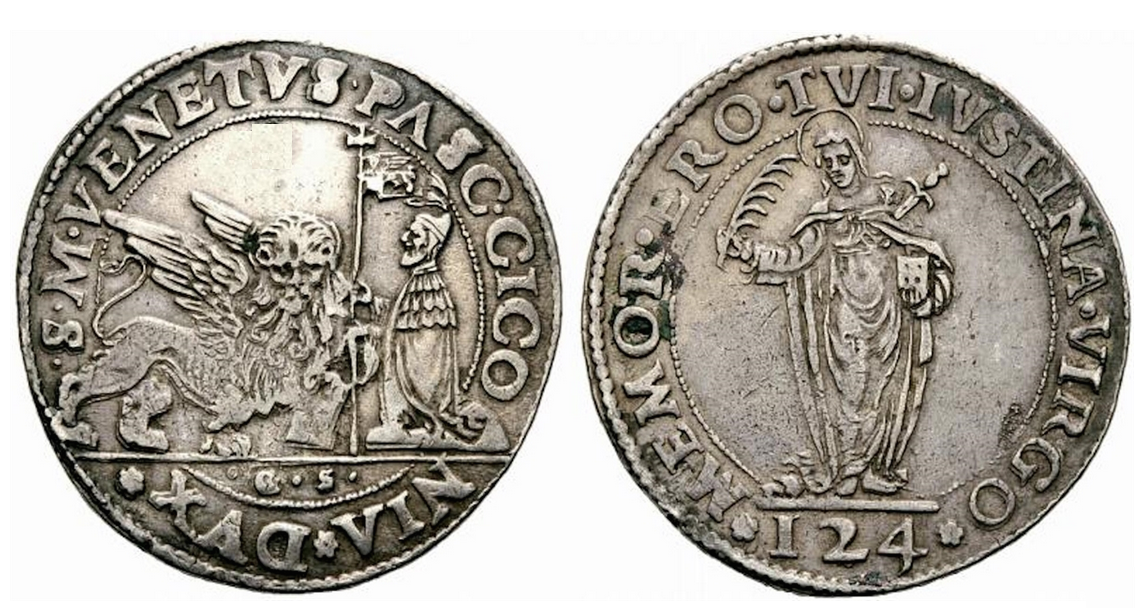
Ducato d'argento, émis sous Pasqual Cicogna (avant 1596)

## Autres types et monnaies divisionnaires
- Bagattino : terme populaire pour désigner une pièce en billon ou, à partir du XVe siècle, en cuivre pur, et d'une manière générale, les denari. Vers 1750, 12 bagattini font un soldo d'argent[4].
- Gazzetta (ou gaxetta, gazeta) : la plus petite pièce en argent, frappée à partir de 1539, sous Pietro Lando, d'un poids de 0,29 g et d'une valeur de 2 soldi[5].
- Grossone : nom des multiples du grosso. La plus commune est celle de 8 soldi émise en 1423[6].
- Mezzano ou mezzanino : d'une valeur d'½ grosso, frappé en argent à partir de 1329 sous Francesco Dandolo, pesant 1,24 g à 724 millièmes[7].
- Osella : monnaie commémorative en argent ou en or, émise à partir de 1521 pour célébrer la 5e année dogale.
- Piccolo (ou piciolo, pizolo) : terme désignant les plus petites pièces en cuivre, des sous-divisions de denari. 32 piccoli formaient un grosso[7].
- Quartorolo : d'une valeur de ¼ de denaro, en billon, ou en cuivre, frappée sous Francesco Dandolo[8].
- Tornesello : traduction de « petit tournois », du denier tournois, frappé en royaume de France. Produit d'abord sous Andrea Dandolo en 1343 au même type que le soldino, et destiné aux comptoirs vénitiens[9].